# Peut-on paître en paix
Pour plus de détails, voir Fiche technique et Distribution.
Peut-on paître en paix (Double or Mutton en anglais) est un cartoon américain Looney Tunes de 1955 réalisé par Chuck Jones mettant en scène Ralph et Sam.